# Bloodbusters
Bloodbusters è un romanzo di fantascienza distopica del 2015 di Francesco Verso. Ha vinto ex aequo il Premio Urania 2014.

## Storia editoriale
Il romanzo è uscito per la prima volta nel marzo 2015  all'interno dell'antologia Il sangue e l'impero (Urania n. 1624) di Mondadori, dopo la vittoria  al Premio Urania 2014, ex aequo con L'impero restaurato di Sandro Battisti (anch'esso pubblicato nell'antologia). Il romanzo è stato ripubblicato nel 2020 e tradotto in inglese nello stesso anno.

## Trama
In un'Italia prossima futura, il sangue è diventato moneta legale per il pagamento delle imposte. L'Ematogen Company istituisce gli ematori fiscali, detti bloodbusters, per riscuotere il tributo ematico dai maggiori evasori.
Alan Costa, veterano militare parzialmente invalido, è reclutato come agente ematoriale e pattuglia una Roma grottesca a bordo della propria taxbulance, veicolo per prelievi forzati di sangue. Durante una missione incontra Anissa Malesano, donatrice compulsiva che evita la tassazione ematica e opera con il gruppo clandestino Robin Blood. Tra loro nasce iniziale conflitto, poi attrazione, mettendo in crisi dovere e principi personali.
Il figlio di Anissa, Nicola, viene accolto da Alan durante la latitanza della madre.
Costa scopre la corruzione interna all'Agenzia dei Prelievi e il saccheggio di sangue a scopo di lucro da parte dei superiori; l'Ematogen Company trasforma il sangue in barrette alimentari e altri derivati, alimentando un lucroso mercato. 
Il racconto alterna inseguimenti e satira sulle disuguaglianze sociali in un sistema che mercifica la vita biologica. Alan, alla fine, abbandona la divisa, paga la cauzione di Anissa con il proprio sangue e sconta alcuni mesi di carcere.

## Personaggi
Alan CostaVeterano militare e agente ematoriale dell'Ematogen Company
Anissa MalesanoDonatrice volontaria e membro di Robin Blood, ostile alla tassazione ematica
NicolaFiglio di Anissa
Robin BloodGruppo clandestino che diffonde donazioni volontarie di sangue come atto di solidarietà
Ematogen CompanyMultinazionale che impone il tributo ematico e commercializza derivati del sangue

## Critica
Simone Casavecchia definisce Bloodbusters «un'opera dissacrante, capace di mescolare satira sociale e azione frenetica».

## Riconoscimenti
- Premio Urania 2014 (ex aequo)[1]

## Edizioni
- Francesco Verso, Bloodbusters, in Il sangue e l'impero, collana Urania, n. 1624, Mondadori, 2015.
- Francesco Verso, Bloodbusters, Future Fiction, 2020, ISBN 9791281937086.
- (EN) Francesco Verso, BloodBusters, Luna Press Publishing, 2020, ISBN 9781911143970.